# Belwood
Belwood és una població dels Estats Units a l'estat de Carolina del Nord. Segons el cens del 2000 tenia 962 habitants.

## Demografia
Segons el cens del 2000, Belwood tenia 962 habitants, 373 habitatges i 280 famílies. La densitat de població era de 30,2 habitants per km².
Dels 373 habitatges en un 36,2% hi vivien nens de menys de 18 anys, en un 60,9% hi vivien parelles casades, en un 8,6% dones solteres, i en un 24,7% no eren unitats familiars. En el 22,3% dels habitatges hi vivien persones soles el 9,7% de les quals corresponia a persones de 65 anys o més que vivien soles. El nombre mitjà de persones vivint en cada habitatge era de 2,58 i el nombre mitjà de persones que vivien en cada família era de 2,97.
Per edats la població es repartia de la següent manera: un 27,8% tenia menys de 18 anys, un 8% entre 18 i 24, un 28,8% entre 25 i 44, un 23,6% de 45 a 60 i un 11,9% 65 anys o més.
L'edat mediana era de 36 anys. Per cada 100 dones de 18 o més anys hi havia 89,4 homes.
La renda mediana per habitatge era de 31.471 $ i la renda mediana per família de 40.417 $. Els homes tenien una renda mediana de 30.139 $ mentre que les dones 19.118 $. La renda per capita de la població era de 14.323 $. Entorn del 9,5% de les famílies i el 13,2% de la població estaven per davall del llindar de pobresa.

## Poblacions més properes
El següent diagrama mostra les poblacions més properes.